# Église de Kuusankoski
L’église de Kuusankoski (finnois : Kuusankosken kirkko) est une église luthérienne construite dans le quartier de Kuusankoski à Kouvola en Finlande,.

## Description
L'église conçue par Armas Lindgren est construite en 1929.  
Elle dispose de 900 sièges.
Le retable, peint par Alvar Cawén représente Jésus au jardin de Gethsemane. 
Les vitraux sont peints par Antti Salmenlinna. 
Le baptistère est conçu par Gunnar Finne.
L'orgue a 45 jeux.
Le parc de la pente de l'église est situé du côté nord de l'église.